# صلاة الغائب
المقصود بـ صلاة الغائب هي صلاة الجنازة التي تصلى على من مات ببلد آخر. الصَّلاَةُ لغةً: الصَّلاَةُ - صَلاَةُ: الصَّلاَةُ: الدُّعاءُ . و الصَّلاَةُ العبادةُ المخصوصة المبنية حدود أَوقاتها في الشريعة .المعجم: المعجم الوسيط الغائب: بكسر الهمزة ج غيب وغياب وغائبون، البعيد الذي لا يرى المعجم: مصطلحات فقهية
اصطلاحاً
هي الصلاة على الميت الغائب إذا لم يصل عليه وذلك من باب التأسي والاقتداء بالنبي محمد صلى الله عليه وسلم حسب المعتقدات الإسلامية.
خلق الله تعالى الإنسان خليفة في الأرض ليعبده ويعمّر الأرض، ثم يقبض روحه ليحاسبه على ما قدّم وما تأخر من ذنب وعمل صالح، وبوفاته ينتهي وجوده من الحياة الدنيا دار الفناء، لينتقل إلى جوار ربه، فالموت حق، على كل إنسان وحيوان وكل كائن حي على سطح الأرض.
هي صلاة الجنازة لكن بوجود جثمان الميت في بلد آخر، والهدف منها الاستغفار للميت والدعاء له حتى بغياب جثمانه عن أهله، وتؤدّى هذه الصلاة عند وفاة أحد الأشخاص عند غيابه عن أهله في بلد غير بلده، وتعذّر نقل الجثمان إلى الموطن الأصلي.

## حكم صلاة الغائب
كما ذكر المقصود بصلاة الغائب صلاة الجنازة التي تصلى على من مات ببلد آخر فيصطف المصلون صفوفاً كما هو الحال في صلاة الجنازة، ويصلي بهم أحد الناس إماماً اختلف أهل العلم في صلاة الجنازة على الغائب، ومن أقوال العلماء في ذلك:

### رأي الشافعي وأحمد
ذهب الامام الشافعي والامام أحمد إلى أنها مشروعة، واستدلوا بما في الصحيحين عن أبي هريرة رضي الله عنه: «أن ﷺ نعى النجاشي في اليوم الذي مات فيه، وخرج بهم إلى المصلى فصف بهم وكبر عليه أربعاً». ومعلوم أن النجاشي مات بأرض الحبشة.

### رأي الحنفية والمالكية
- يري الحنفية والمالكية عدم مشروعية صلاة الغائب، وأجابوا عن قصة النجاشي بأن الصلاة عليه من خصوصيات ﷺ، ومن الجائز أن يكون رُفع للنبي ﷺ سرير النجاشي فصلى عليه صلاته على الحاضر المشاهد، قالوا: ويدل على ذلك أنه لم ينقل عنه أنه كان يصلي على كل الغائبين، وتركه سنة، كما أن فعله سنة، ولا سبيل لأحدٍ بعده أن يعاين سرير الميت من المسافة البعيدة ويرفع له حتى يصلي عليه، فعلم أن ذلك مخصوص به.

### رأي الحنابلة
- وذهب الإمام أحمد في رواية نقلها ابن تيمية كما في الفتاوى الكبرى (4/ 444) إلى صلاة الغائب على من له فضل وسابقة على المسلمين، فقال: إذا مات رجل صالح صلي عليه. واختار هذا القول من المتأخرين الشيخ السعدي رحمه الله.

### ترجيح بعض العلماء
- والراجح أن صلاة الغائب مشروعة في حق من مات بأرض ليس فيها من يصلي عليه، أما من صلي عليه حيث مات فإنه لا يصلى عليه صلاة الغائب، وإلى هذا ذهب جمع من المحققين، منهم الخطابي والروياني وترجم بذلك أبو داود في السنن فقال: باب الصلاة على المسلم يليه أهل الشرك في بلد آخر.[4]
- واختار هذا القول شيخ الإسلام ابن تيمية وتلميذه ابن القيم.
- قال ابن القيم في زاد المعاد: وقال شيخ الإسلام ابن تيمية: الصواب أن الغائب إن مات ببلدٍ لم يصلَّ عليه فيه، صلي عليه صلاة الغائب، كما صلى النبي ﷺ على النجاشي لأنه مات بين الكفار ولم يُصلَّ عليه.
- وإن صلي عليه حيث مات لم يصلَّ عليه صلاة الغائب، لأن الفرض قد سقط بصلاة المسلمين عليه.[4][5]
- وهذا القول رواية عن الامام أحمد، ويؤيد هذا أيضاً أنه قد مات في عهد الخلفاء الراشدين كثير ممن كانت لهم أيادٍ على المسلمين ولم يُصَلَّ صلاة الغائب على أحد منهم، والأصل في العبادات التوقيف حتى يقوم الدليل على مشروعيتها.[6][7]

### شرطها
واشترط جمهور الحنابلة والشافعية: أن لا تكون في نفس البلد .

## كيفية صلاة الغائب
كيفيتها كصلاة الميت أو الجنازة الحاضر ومن المعلوم أن المقاصد الشرعية من الصلاة على الغائب هي الدعاء والاستغفار له كما روى أبو هريرة قال: «نعى رسول الله ﷺ النجاشي لأصحابه، ثم قال: استغفروا له»، رواه أحمد ( المسند 2/241، 529 )، وقال ابن القيم في زاد المعاد 1/141: ومقصود الصلاة على الجنازة هو الدعاء للميت
صلاة الجنازة مثل ما فعل النبي ﷺ: أربع تكبيرات:
1. التكبيرة الأولى: يكبر ثم يقرأ الفاتحة.
2. التكبيرة الثانية: ثم يكبر ويصلي على النبي ﷺ.
3. التكبيرة الثالثة: ثم يكبر الثالثة، ويدعى للميت كما يريد. الشخص أو كما ورد عن النبي صلى الله عليه وسلم: «اللهم اغفر لحينا وميتنا، وشاهدنا وغائبنا، وصغيرنا وكبيرنا، وذكرنا وأنثانا، اللهم من أحييته منا فأحيه على الإسلام، ثم يدعو له». إن كان رجلا يقل: اللهم اغفر له وارحمه وعافه واعف عنه وأكرم نزله، ووسع مدخله، واغسله بالماء والثلج والبرد، ونقه من الخطايا كما ينقى الثوب الأبيض من الدنس، اللهم أبدله دارا خيرا من داره، وأهلا خيرا من أهله، وإن كان عنده زوجة: وزوجا خيرا من زوجه، اللهم أدخله الجنة، وأعذه من عذاب القبر، ومن عذاب النار، وافسح له في قبره، ونور له فيه، اللهم لا تحرمنا أجره، ولا تضلنا بعده، واغفر لنا وله. والمرأة كذلك لكن يقول: اللهم اغفر لها وارحمها. وإن كانوا جماعة قال: اللهم اغفر لهم وارحمهم.
4. التكبيرة الرابعة: ثم يكبر التكبيرة الرابعة ثم يقول: «اللهم لا تحرمنا أجره ولا تَفتِنـّا بعده واغفر اللهم لنا وله».

وينهي صلاته بالتسليم. فيسلم عن يمينه.

## وصلات خارجية
- موقع الصلاة
- شبكة فقه الصلاة نسخة محفوظة 14 يناير 2015 على موقع واي باك مشين.
- الشرح الفقهي المصور - صفة الصلاة
- Why combine Zuhr-Asr and Maghrib-Isha prayers? نسخة محفوظة 12 نوفمبر 2012 على موقع واي باك مشين.
- E-Book: Salaah - A Detailed Guide to Prayer
- Step by Step Namaz Guide
- iPhone app "alQibla" for worldwide prayer timings and qibla direction from anywhere on earth
- Contact Prayer (Salat) time calculator
- Prayer times for cities the world over
- Determining time of Salah anywhere
- Determining salat times during an air journey
- Salat presentation in video, including how to perform salat in detail
- Worldwide prayer time calculation
- Salaah: Complete interactive online guide
- Living as a Muslim نسخة محفوظة 22 سبتمبر 2017 على موقع واي باك مشين.
- Salah Tracking App
- Salah Guide for Beginners